# 兩西西里的加埃塔諾
兩西西里的加埃塔諾（義大利語：Gaetano di Borbone-Due Sicilie，1846年1月12日—1871年11月26日），吉爾真蒂伯爵，兩西西里國王費迪南多二世的第五子（第三子夭折，形同第四子）。
1868年，加埃塔諾與西班牙女王伊莎貝拉二世的長女瑪麗亞·伊莎貝爾結婚。兩人的婚姻生活並不和諧，患有癲癇的加埃塔諾於1871年在瑞士琉森自殺。兩人沒有子女。